# ݰ
Sīn petit ṭāʾ et deux points suscrits ‹ ݰ › est une lettre additionnelle de l’alphabet arabe utilisée dans l’écriture du khowar et du yidgha. Elle est composée d’un sīn ‹ س › diacrité d’un petit ṭāʾ et deux points suscrits ou d’un shīn ‹ ش › diacrité d’un petit ṭāʾ et deux points suscrits au lieu de trois points suscrits.

## Utilisation
En khowar, ‹ ݰ › représente une consonne fricative rétroflexe sourde [ʂ], transcrite s point souscrit ‹ ṣ › avec l’alphabet latin.